# Az Osztrák–Magyar Monarchia ifjúságnevelő könyvei
Az alábbi lista az Osztrák–Magyar Monarchia alatti nagyrészt kifejezetten a fiatalok számára írt nevelési könyveket tartalmazza. (Tehát nem tankönyveket, és nem is a szorosabb értelemben vett pedagógiatudományi szakkönyveket.)

## Egyházi művek

### Fiúnevelési könyvek
| Szerző                               | Cím | Kiadó                      | Megjelenési hely | Megjelenési idő | Oldalszám |
| ------------------------------------ | --- | -------------------------- | ---------------- | --------------- | --------- |
| Boros György                         | A jó gyermek könyve : erkölcsi elbeszélések és szabályok ; elemi iskolák 1-sö és 2-ik osztályai számára | Lehmann és Baldi Bizománya | Kolozsvár        | 1890            | 53 o.     |
| (P.) Doss Adolf                      | Gondolatok és tanácsok – A műveltebb ifjúság számára                                                    | Jurcsó Antal könyvnyomda   | Kalocsa          | 1905            | 724 o.    |
| F. W. Foerster                       | Az élet művészete                                                                                       | Szociális Missziótársulat  | Budapest         | 1915            | 280 o.    |
| F. W. Foerster                       | Élet és jellem                                                                                          | Szociális Missziótársulat  | Budapest         | 1913            | 344 o.    |
| G. Beleze                            | Aranykönyv az ifjúság számára                                                                           | Szent István Társulat      | Budapest         | 1905            | ? o.      |
| Kapi Béla                            | A boldogság könyve                                                                                      | Wellisch Béla kiadása      | Szentgotthárd    | 1911            | 78 o.     |
| Károly Ignác                         | Igazi élet                                                                                              | Szent István Társulat      | Budapest         | 1908            | 195 o.    |
| Károly Ignác                         | Szülők könyve                                                                                           | ?                          | Székesfehérvár   | 1907            | 79 o.     |
| Nagy Balázs – Mattyasóvszky Kasszián | A lelkiélet könyve – Gyakorlati útmutatások serdültebb ifjak számára                                    | ?                          | Pannonhalma      | 1909            | 278 o.    |
| Pesch Tilman – Baudon A.             | Keresztény élet vagy: kisebb tökéletlenségeink                                                          | ?                          | Temesvár         | 1898            | 285 o.    |
| Szuszai Antal                        | A jellem utja – Az önnevelés kézikönyve 12–17 éves fiuk és lányok számára                               | Stephaneum Nyomda R. T.    | Budapest         | 1908            | 183 o.    |
| Szuszai Antal                        | A tiszta életről – kalauz mivelt, serdült ifjak számára                                                 | Stephaneum Nyomda R. T     | Budapest         | 1906            | 330 o.    |
| Szuszai Antal                        | A nagy mesterség – vagyis a gyermekek első, házi nevelésének a mestersége                               | Szent István Társulat      | Budapest         | 1905            | 176 o.    |
| Szuszai Antal                        | A nagy mesterség II. – Az elemi iskolások házi nevelése                                                 | Szent István Társulat      | Budapest         | 1911            | 123 o.    |
| Tóth Mike                            | Az erényesség zátonyai                                                                                  | Jurcsó Antal Könyvnyomdája | Kalocsa          | 1905            | 272 o.    |
| Tóth Mike                            | Virágcsokor – a Kath. gyermekkertből                                                                    | Szent István Társulat      | Budapest         | 1905            | 286 o.    |
| Tóth Mike                            | Főveszedelmünk (a káromkodás)                                                                           | ?                          | Kalocsa          | 1883            | 92 o.     |
| Wibbelt Ágoston                      | Könyv a hazáról – Vigasztaló és intőszó                                                                 | Stephaneum Nyomda R. T.    | Budapest         | 1918            | 152 o.    |

### Nőnevelési könyvek
| Szerző                   | Cím                                      | Kiadó                      | Megjelenési hely | Megjelenési idő | Oldalszám |
| ------------------------ | ---------------------------------------- | -------------------------- | ---------------- | --------------- | --------- |
| Báthory Nándorné         | Asszonyi életművészet                    | Szent István Társulat      | Budapest         | 1916            | 155 o.    |
| Cziklay Lajos            | Kath. Hajadonok könyve                   | Stampfel Könyvkiadó        | Budapest         | 1909            | 248 o.    |
| P. Doss Adolf            | Az okos hajadon – Gondolatok és tanácsok | Jurcsó Antal Könyvnyomdája | Kalocsa          | 1906            | 430 o.    |
| Juhász Sándor            | Protestáns asszonyok                     | Kner Izidor Könyvnyomdája  | Gyoma            | 1903            | 188 o.    |
| Marchal Viktor           | Keresztény leánykák bokrétája            | ?                          | Veszprém         | 1892            | 342 o.    |
| Mindszenty (Pehm) József | Az édesanya                              | szerzői kiadás             | Budapest         | 1916            | 199 o.    |
| Ruschek Antal            | A keresztény nő                          | Szent István Társulat      | Budapest         | 1898            | 165 o.    |
| Tóth Mike                | Erénygyöngyök nők életéből               | ?                          | Kalocsa          | 1911            | 266 o.    |

## Világi művek

### Fiúnevelési könyvek
| Szerző                                 | Cím | Kiadó                              | Megjelenési hely | Megjelenési idő | Oldalszám |
| -------------------------------------- | --- | ---------------------------------- | ---------------- | --------------- | --------- |
| Benedek Elek                           | Nagy Magyarok Élete I–XIII. (2 kötetbe sűrített új kiadásː Videopont Kiadó, Budapest, 1996, ISBN 963-8218-21-5) | Athenaeum Irodalmi és Nyomdai Rt.  | Budapest         | 1905–1914       |           |
| De Gerando Antonia                     | Az emberiség jóltevői – Valódi nagy férfiak jellemrajza                                                         | Révai Testvérek                    | Budapest         | 1887            | 122 o.    |
| Dolinay Gyula                          | Hogyan mehetsz előre – Az ifjuság számára                                                                       | szerzői kiadás                     | Budapest         | 1887            | 93 o.     |
| Dolinay Gyula                          | Aranybánya – Mulattató és tanulságos olvasmányok a magyar nép és az ifjúság számára                             | Lampel Róbert könyvkereskedése     | Budapest         | 1909            | 239 o.    |
| Dolinay Gyula                          | Az élet könyve – Az ifjuság és a nép számára                                                                    | ?                                  | Budapest         | ?               | 94 o.     |
| Gaál Mózes                             | Hogyan boldogulunk? – Mathews nyomán                                                                            | Franklin Irodalmi és Nyomdai Rt.   | Budapest         | 1899            | 208 o.    |
| Gaston Tissandier                      | A tudomány vértanui                                                                                             | Révai Testvérek                    | Budapest         | 1886            | 329 o.    |
| Gaston Tissandier                      | A munka bajnokai                                                                                                | Révai Testvérek                    | Budapest         | 1887            | 295 o.    |
| Gonda Béla                             | Fiúk könyve | szerzői kiadás                     | Budapest         | 1917            | 181 o.    |
| Kerékgyártó Elek                       | A munka öröme és dicsősége – Ifjaink számára a nagy Mantegazza (Paolo) után                                     | Lampel R. Könyvkereskedése         | Budapest         | 1889            | 164 o.    |
| Payot Gyula                            | Az akarat nevelése                                                                                              | Magyar Tudományos Akadémia Kiadása | Budapest         | 1905            | 288 o.    |
| Samuel Smiles                          | Takarékosság – Smiles után a hazai viszonyokhoz alkalmazta Könyves Tóth Kálmán                                  | Légrády Testvérek                  | Budapest         | 1878            | 388 o.    |
| Samuel Smiles                          | Önsegély – Élet- és jellemrajzokban                                                                             | Légrády Testvérek                  | Budapest         | 1879            | 397 o.    |
| Samuel Smiles                          | Jellem | Légrády Testvérek                  | Budapest         | 1880            | 407 o.    |
| Samuel Smiles                          | Kötelesség – jellemrajzokban és példákban                                                                       | Légrády Testvérek                  | Budapest         | 1882            | 383 o.    |
| Samuel Smiles – Hugo Schramm-Macdonald | A boldogulás útja                                                                                               | Lampel Róbert Könyvkereskedése     | Budapest         | 1882            | 91 o.     |
| Silvio Pellico                         | Az emberi kötelességekről – A serdültebb ifjuság számára                                                        | ?                                  | Budapest         | 1904            | 134 o.    |
| Simkó Endre                            | Az emberiség jóltevői – Nevesebb felfedezők a természettudományok és az ipar terén                              | Lampel Róbert Könyvkiadása         | Budapest         | 1912            | 83 o.     |
| több szerző                            | Magyar Helikon – jeles magyar írók életrajz-gyűjteménye I–VI.                                                   | Stampfel Károly kiadása            | Budapest         | 1883            |           |
| több szerző                            | A magyar család aranykönyve I–III.                                                                              | Athenaeum Irodalmi és Nyomdai Rt.  | Budapest         | 1911            |           |

### Nőnevelési könyvek
| Szerző                 | Cím | Kiadó                             | Megjelenési hely | Megjelenési idő | Oldalszám      |
| ---------------------- | --- | --------------------------------- | ---------------- | --------------- | -------------- |
| Beniczkyné Bajza Lenke | Leányok tükre – nagy magyar nők élete                                                                                   | Lampel Róbert Könyvkereskedése    | Budapest         | é. n.           | 127 o.         |
| Danielné Lamács Lujza  | Háztartási és nevelési ismeretek – Polgári és felsőbb leányiskolák számára                                              | Szent István Társulat             | Budapest         | 1910            | 120 o.         |
| K.-Beniczky Irma       | A divat szélsőségei – Műveltség- és erkölcs-történeti kútfők nyomán                                                     | Franklin Irodalmi és Nyomdai Rt.  | Budapest         | 1876            | 96 o.          |
| Báró Pongrátz Júlia    | A női erények legszebb virágai                                                                                          | szerzői magánkiadás               | ?                | 1896            | 198 o.         |
| Farkas Emőd            | Magyarország nagyasszonyai I–III. (az első két kötet egybekötött kiadásaː Szépia Könyvkiadó, 435 p, ISBN 963 7849 14 9) | Wodianer F. és fiai               | Budapest         | 1911            | 217+220+218 o. |
| Whol Janka             | Illem – A jó társaság szabályai/Utmutató a művelt társaséletben                                                         | Athenaeum Irodalmi és Nyomdai Rt. | Budapest         | 1891            | 259 o.         |